# Idaea gelbrechti
Idaea gelbrechti is een vlinder uit de familie spanners (Geometridae). De wetenschappelijke naam is voor het eerst geldig gepubliceerd in 2003 door Hausmann.
De vlinder lijkt veel op de grijze stipspanner (I. aversata).
De soort komt voor in Marokko en het zuiden van Spanje op hoogtes boven 1100 meter boven zeeniveau.